# Temnothorax alayorum
Temnothorax alayorum is een mierensoort uit de onderfamilie van de Myrmicinae. De wetenschappelijke naam van de soort is voor het eerst geldig gepubliceerd in 1993 door Fontenla Rizo.